# 陳赫 (韓國演員)
陳赫（1987年5月2日—），男，韓國演員。

## 演出作品

### 電視劇
- 2012年：Channel A《K-POP最強生死戰》飾演 尹載亞
- 2012年：MBC《想你》飾演 安刑警
- 2013年：SBS《出生的祕密》飾演 崔奇鐘
- 2014年：SBS《Three Days》飾演 朴尚奎
- 2016年：MBC《好運羅曼史》飾演 柳智勳

### 網路劇
- 2016年：《美妝學概論》飾演 高楠

### MV
- 2015年：Gummy《無法給予的事(해줄 수 없는 일)》（與李清娥）

## 外部連結
- 官方網站
- NAVER （页面存档备份，存于）
- 陳赫的Facebook專頁
- 陳赫的Instagram帳戶